# Seven de Nueva Zelanda 2007
El Seven de Nueva Zelanda de 2007 fue la octava edición del torneo de rugby 7 y el tercer torneo de la temporada 2006-07 de la Serie Mundial Masculina de Rugby 7.
Se disputó en la instalaciones del Westpac Stadium de Wellington.

## Fase de grupos

### Grupo A
| Equipo         | Encuentros | Encuentros | Encuentros | Encuentros | Tantos  | Tantos    | Puntos |
| Equipo         | jugados    | ganados    | empatados  | perdidos   | a favor | en contra | Puntos |
| -------------- | ---------- | ---------- | ---------- | ---------- | ------- | --------- | ------ |
| Fiyi           | 3          | 3          | 0          | 0          | 132     | 7         | 9      |
| Francia        | 3          | 2          | 0          | 1          | 46      | 75        | 7      |
| Portugal       | 3          | 1          | 0          | 2          | 40      | 85        | 5      |
| Estados Unidos | 3          | 0          | 0          | 3          | 35      | 86        | 3      |

Nota: Se otorgan 3 puntos al equipo que gane un partido, 2 al que empate y 1 al que pierda

### Grupo B
| Equipo     | Encuentros | Encuentros | Encuentros | Encuentros | Tantos  | Tantos    | Puntos |
| Equipo     | jugados    | ganados    | empatados  | perdidos   | a favor | en contra | Puntos |
| ---------- | ---------- | ---------- | ---------- | ---------- | ------- | --------- | ------ |
| Sudáfrica  | 3          | 3          | 0          | 0          | 82      | 29        | 9      |
| Canadá     | 3          | 1          | 0          | 2          | 48      | 60        | 5      |
| Australia  | 3          | 1          | 0          | 2          | 54      | 70        | 5      |
| Islas Cook | 3          | 1          | 0          | 2          | 53      | 78        | 5      |

### Grupo C
| Equipo             | Encuentros | Encuentros | Encuentros | Encuentros | Tantos  | Tantos    | Puntos |
| Equipo             | jugados    | ganados    | empatados  | perdidos   | a favor | en contra | Puntos |
| ------------------ | ---------- | ---------- | ---------- | ---------- | ------- | --------- | ------ |
| Samoa              | 3          | 3          | 0          | 0          | 76      | 38        | 9      |
| Inglaterra         | 3          | 2          | 0          | 1          | 67      | 38        | 7      |
| Escocia            | 3          | 1          | 0          | 2          | 55      | 76        | 5      |
| Papúa Nueva Guinea | 3          | 0          | 0          | 3          | 19      | 65        | 3      |

### Grupo D
| Equipo        | Encuentros | Encuentros | Encuentros | Encuentros | Tantos  | Tantos    | Puntos |
| Equipo        | jugados    | ganados    | empatados  | perdidos   | a favor | en contra | Puntos |
| ------------- | ---------- | ---------- | ---------- | ---------- | ------- | --------- | ------ |
| Nueva Zelanda | 3          | 3          | 0          | 0          | 90      | 10        | 9      |
| Kenia         | 3          | 2          | 0          | 1          | 56      | 59        | 7      |
| Tonga         | 3          | 1          | 0          | 2          | 26      | 55        | 5      |
| Argentina     | 3          | 0          | 0          | 3          | 31      | 79        | 3      |

## Fase Final

### Cuartos de final
| 3 de febrero | Fiyi | 60 - 0 | Canadá |  |  |

| 3 de febrero | Nueva Zelanda | 14 - 7 | Inglaterra |  |  |

| 3 de febrero | Samoa | 26 - 21 | Kenia |  |  |

| 3 de febrero | Sudáfrica | 26 - 14 | Francia |  |  |

### Semifinal
| 3 de febrero | Fiyi | 31 - 0 | Nueva Zelanda |  |  |

| 3 de febrero | Samoa | 14 - 12 | Sudáfrica |  |  |

### Final
| 3 de febrero | Fiyi | 14 - 17 | Samoa |  |  |

| Bandera de Samoa       |
| Campeón Samoa          |
| 1º título del circuito |